# National Park Service Southwest Regional Office
Le National Park Service Southwest Regional Office – ou Old Santa Fe Trail Building – est un bâtiment américain à Santa Fe, dans le comté de Santa Fe, au Nouveau-Mexique. Ce bureau du National Park Service a été construit par le Civilian Conservation Corps entre 1936 et 1939 en employant le style Pueblo Revival selon les préceptes de l'architecture rustique du National Park Service. Inscrit au Registre national des lieux historiques depuis le 6 octobre 1970 et au New Mexico State Register of Cultural Properties depuis le 21 mai 1971, il est classé National Historic Landmark depuis le 28 mai 1987. Il abrite une plaque Mather.